# Selskabsgave
Selskabsgaver er en juridisk betegnelse for gaver givet af et selskab (juridisk person).
Aktieselskaber har en bemyndigelse til jf. Selskabsloven § 195 ved en generalforsamlingsbeslutning at give gaver af rimelig større til almennyttige eller lignende formål. Bestyrelsen kan også give gaver, men dog kun hvis disse er af ringe betydning for selskabets økonomiske stilling. I praksis er der tale om maksimalt 5 % af nettooverskuddet for generalforsamlingens vedkommende, og højst nogle få promille for bestyrelsens vedkommende.
Gaverne må ikke gives til formål der er aktionærer eller ledelsen så nært tilknyttede, at der er tale om skjult udbytte. Sker dette, kan der foreligge ugyldighed, og der risikeres udlodningsbeskatning hos den reelle modtager af gaven. Derudover mister selskabet en eventuel fradragsret for gaven.